# Antonio Veneziano (pintor)

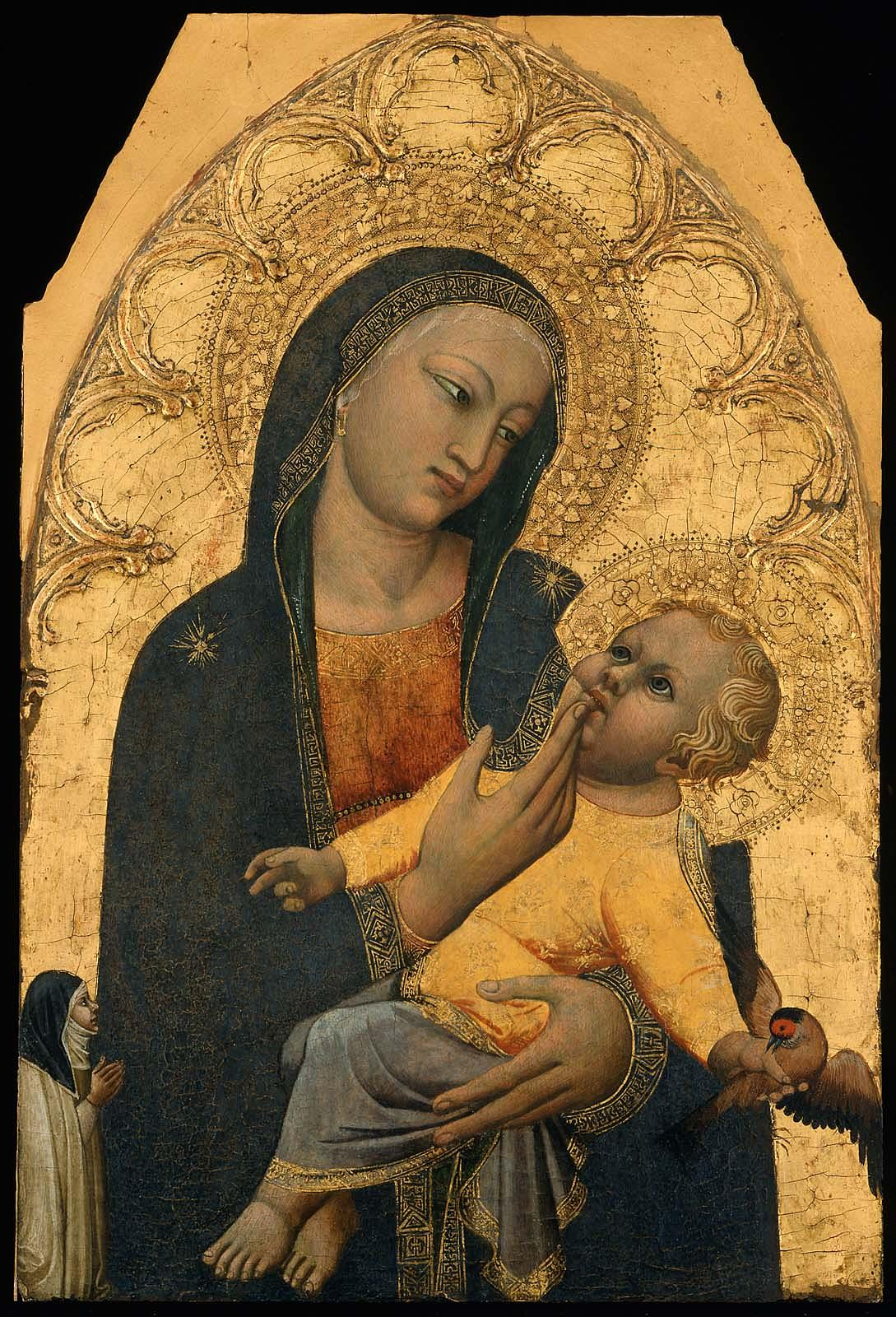
Virgen con Niño, pintura al temple sobre tabla, de Antonio Veneziano, c. 1380, Museo de Bellas Artes de Boston.

Antonio Veneziano o Viniziano fue un pintor italiano que trabajó principalmente en Siena, Florencia y Pisa. Su actividad está documentada entre 1369 y 1419.

## Vida
Se cree que nació en Venecia y fue discípulo de Taddeo Gaddi. Entre 1384 y 1387 acabó los frescos de San Rainer, empezados por Andrea da Firenze en el cementerio de Pisa. Fueron muy dañados por un bombardeo durante la Segunda Guerra Mundial. En Pisa trabajó, durante 1370, con Andrea Vanni en la decoración de las bóvedas de la catedral. También pintó el techo de la Capilla de los Españoles en la Iglesia de Santa Maria Novella en Florencia. En 1374 se inscribió en el Gremio de Apotecarios de Florencia, que también incluía a los pintores. Trabajó en la iglesia de San Nicolo Reale de Palermo para la Compañía de los Santos Nicolás y Francisco, realizando el Lamento de la Virgen y San Juan (1388). Murió en Florencia. Su discípulo más destacado fue Gherardo Starnina.